# Јовићи
Јовићи су насељено место у саставу општине Ражанац у Задарској жупанији, Република Хрватска.

## Историја
До територијалне реорганизације у Хрватској налазили су се у саставу старе општине Задар.

## Становништво
На попису становништва 2011. године, Јовићи су имали 344 становника.

## Попис1991.
На попису становништва 1991. године, насељено место Јовићи је имало 534 становника, следећег националног састава:
| Попис 1991.‍ | Попис 1991.‍ | Попис 1991.‍ | Попис 1991.‍ | Попис 1991.‍ |
| ----------- | ----------- | ----------- | ----------- | ----------- |
|             |             |             |             |             |
| Хрвати      | Хрвати      |             | 522         | 97,75%      |
| Италијани   | Италијани   |             | 1           | 0,18%       |
| Словенци    | Словенци    |             | 1           | 0,18%       |
| остали      | остали      |             | 1           | 0,18%       |
| непознато   | непознато   |             | 9           | 1,68%       |
| укупно: 534 |             |             |             |             |